# Замок Кіллахі
Замок Кіллахі (англ. Killaghy Castle) — один із замків Ірландії, розташований в графстві Тіпперері, за 300 метрів від селища Муллінагон.

## Історія замку Кіллахі
Замок Кіллахі норманського типу. Перший замок Кіллахі був побудований норманськими феодалами після англо-норманського завоювання Ірландії в 1206 році. Замок збудував лорд Компсі, якого ще називали Обін або Тобін. Лорд Компсі — Джеймс Тобін був головним юстиціаріїм графства тіпперері в 1551 році. Потім його називали перший лорд Кіллахі.
Перший замок Кіллахі був дерев'яним і типу «мотт-та-бейлі» — укріплення на штучному пагорбі, оточене ровом з водою. Пізніше, у XV столітті був збудований кам'яний замок Кіллахі — вежі, мури та будинок — для захисту володінь від непокірних ірландських кланів. Під час правління англійської династії Тюдорів був побудований довгий будинок. У XVIII столітті було побудовано ще два будинки, що утворили комплекс замку Кіллахі, який дійшов до нас. Замок був відреставрований в ХХ столітті, у замку поєднується давня атмосфера з сучасним комфортом. Багато споруд замку датуються 1400 роком. Нині замок здається в оренду. У замку проводяться фестивалі поезії «Кікем» — названого на честь відомого поета і письменника Чарльза Кікема (1828—1882).
Протягом своєї історії замок багато разів міняв власників. Нинішні володарі замку — Пет та Мері Коллінз. Вони купили замок в 1995 році. Вони витратили багато зусиль на реставрацію замку. Господарі замку ведуть успішний сільськогосподарський бізнес. Нині замок є популярним у туристів, перетворений в чотирьохзірковий готель.